# خانه نصیرالملک
خانه نصیرالملک مربوط به دوره قاجار است و در شیراز، انتهای خیابان لطفعلی خان زند واقع شده و این اثر در تاریخ ۳۰ اردیبهشت ۱۳۵۴ با شمارهٔ ثبت ۱۰۶۸ به‌عنوان یکی از آثار ملی ایران به ثبت رسیده است. موزه قاجار شیراز در این خانه قرار دارد و در بر گیرنده آثار به جای مانده از دوره قاجاریه است. این آثار گونه‌های متنوعی از کاسه‌های چینی منقوش، جعبه‌های لاکی، مرقـّعات (نامه‌های) خطی، پوشاک سنتی، قاب‌های آینه، جلد کتاب و ظروف فلزی و… را در برمی گیرد.